# De avonturen van Kuifje (tekenfilmserie)
De avonturen van Kuifje is een Franse-Canadese tekenfilmserie gebaseerd op de gelijknamige stripreeks De avonturen van Kuifje van Hergé. In Nederland werd de televisieserie voor het eerst uitgezonden tussen 11 december 1993 en 11 maart 1995 door de VARA. In 2004 en 2005 werd de serie uitgezonden door Nickelodeon.
Naar aanleiding van het verschijnen van de film The Secret of the Unicorn werd het eerste seizoen in 2011 opnieuw ingesproken door de Vlaamse stemacteurs uit deze film.

## Animatieserie

### Introfilmpje
De tv-intro en bijbehorende muziek vormen bekende elementen van de serie. Het introfilmpje bevat allerlei fragmenten uit alle albums van de serie. Het begint met een scène uit De zonnetempel, waarin Kuifje uit een rijdende trein springt.

### Nelvana
De avonturen van Kuifje werden eind jaren 50, begin jaren 60 al eens tot een televisietekenfilmserie bewerkt: Hergé's avonturen van Kuifje. Deze versie werd slecht ontvangen omdat de animatie goedkoop was en regelmatig van de oorspronkelijke albums afweek. Ook Hergé was er niet over te spreken. Begin jaren 90 werden de avonturen van Kuifje opnieuw verfilmd door Nelvana, in een Frans-Canadese coproductie. De tv-serie bestaat uit afleveringen die alles bij elkaar 50 minuten duren per album en vaak tijdens de tv-uitzendingen in twee delen worden verdeeld. Drie avonturen (zie onder) omvatten één aflevering. Bij het tweede deel van een avontuur en tevens bij avonturen die een vervolg zijn op een eerder avontuur (De Blauwe Lotus, De schat van Scharlaken Rackham, De zonnetempel en Mannen op de maan) begint de aflevering met een korte samenvatting van de eerdere gebeurtenissen. Hierbij zijn beelden uit eerdere afleveringen te zien waarbij de stem van Kuifje in het kort vertelt wat er gebeurd is. Kenmerkend is dat hij deze samenvatting altijd begint met de woorden Het begon allemaal toen...'.
Deze tekenfilmversie werd over het algemeen beter ontvangen dan de eerste versie. De animatie was beter en leunde dichter aan bij de Klare lijn die Hergé hanteerde. Ook werden ditmaal de meeste albums verfilmd en ook met respect voor de originele verhalen. Af en toe werden er kleine details aangepast met het oog op de speelduur of de jeugdige doelgroep.

### Opgenomen albums
De reeks verfilmde alle Kuifje-albums, met uitzondering van Kuifje in het land van de Sovjets, Kuifje in Afrika en het onafgewerkte Kuifje en de Alfa-kunst.
Kuifje in Amerika is opgenomen in de reeks, maar kreeg wel een compleet andere verhaallijn in vergelijking met de stripverhalen. Het gangsterverhaal kwam meer op de voorgrond te staan en de scènes bij de Indianen werden compleet weggelaten.
De serie omvat de volgende avonturen:
Seizoen 1
- De krab met de gulden scharen deel 1
- De krab met de gulden scharen deel 2
- Het geheim van de Eenhoorn deel 1
- Het geheim van de Eenhoorn deel 2
- De schat van Scharlaken Rackham
- De sigaren van de farao deel 1
- De sigaren van de farao deel 2
- De Blauwe Lotus deel 1
- De Blauwe Lotus deel 2
- De Zwarte Rotsen deel 1
- De Zwarte Rotsen deel 2
- De zaak Zonnebloem deel 1
- De zaak Zonnebloem deel 2

Seizoen 2
- De geheimzinnige ster
- Het gebroken oor deel 1
- Het gebroken oor deel 2
- De scepter van Ottokar deel 1
- De scepter van Ottokar deel 2
- Kuifje in Tibet deel 1
- Kuifje in Tibet deel 2
- Kuifje en de Picaro's deel 1
- Kuifje en de Picaro's deel 2
- Kuifje en het Zwarte Goud deel 1
- Kuifje en het Zwarte Goud deel 2
- Vlucht 714 deel 1
- Vlucht 714 deel 2

Seizoen 3
- Cokes in voorraad deel 1
- Cokes in voorraad deel 2
- De 7 kristallen bollen deel 1
- De 7 kristallen bollen deel 2
- De zonnetempel deel 1
- De zonnetempel deel 2
- De juwelen van Bianca Castafiore deel 1
- De juwelen van Bianca Castafiore deel 2
- Raket naar de maan deel 1
- Raket naar de maan deel 2
- Mannen op de maan deel 1
- Mannen op de maan deel 2
- Kuifje in Amerika

### Stemmen
De stemmen van de diverse personages in de Nederlandstalige versie van de serie werden door de volgende personen ingesproken:
| Personage             | Stemacteur/actrice 1993-1995 |
| --------------------- | ---------------------------- |
| Kuifje                | Michaël Pas                  |
| Bobbie                | Aafke Bruining               |
| Kapitein Haddock      | Luk De Koninck               |
| Professor Zonnebloem  | Bert Struys                  |
| Jansen                | David Davidse                |
| Janssen               | Paul Codde                   |
| Bianca Castafiore     | Jean-Marie Desmet            |
| Roberto Rastapopoulos | Luc Springuel                |
| Nestor                | Arnold Gelderman             |
| Scharlaken Rackham    | Arnold Gelderman             |
| Allan Thompson        | Arnold Gelderman             |
| Dokter Müller         | Arnold Gelderman             |
| Bobby Smiles          | Arnold Gelderman             |
| Meneer Baxter         | Arnold Gelderman             |
| Directeur van Speedol | Arnold Gelderman             |
| koning Muskar XII     | Arnold Gelderman             |
| luitenant Delcourt    | Arnold Gelderman             |
| Serafijn Lampion      | Kurt Van Eeghem              |
| Tchang                | Jan Van Hecke                |
| Zorrino               | Jan Van Hecke                |

Overige stemmen:
- Wanda Joosten
- Bert Champagne
- Wim de Wulf
- Daan Hugaert
- Marc Van Eeghem
- Leen Persijn
- Dirk Denoyelle
- Stef Peeters de Groelard
- Vic De Wachter
- Leslie De Gruyter

#### Nasynchronisatie voor Netflix
Voor Netflix werd een nieuwe nasynchronisatie gemaakt door Wim Pel Productions B.V. met de stemmen van onder meer:
| Personage        | Stemacteur/actrice |
| ---------------- | ------------------ |
| Kuifje           | Timo Descamps      |
| Haddock          | Sander de Heer     |
| Zonnebloem       | Rutger le Poole    |
| Jansen & Janssen | Wiebe Pier Cnossen |
| Bobbie           | Susan Roman        |
| Castafiore       | Marjolein Algera   |
| Nestor           | Hein van Beem      |

## Cameovan Hergé
- Als eerbetoon is in de serie regelmatig een figurant te zien die eruitziet als Hergé. Hij is bijvoorbeeld te zien in De Zaak Zonnebloem, als Kuifje en Haddock in de menigte staan waar Bianca Castafiore optreedt en als Kuifje en Haddock in Cokes in Voorraad bij Hotel Excelsior vragen waar Generaal Alcazar te vinden is.